# 므네메 (위성)
므네메(영어: Mneme) 또는 목성 XL은 목성의 위성 중 하나로, 아난케 군에 속하는 역행 위성이다. 2003년에 스콧 S. 셰퍼드가 인솔한 하와이 대학의 팀에 발견되어 S/2003 J 21으로 지정되었다. 2005년에 그리스 신화의 무사의 하나 므네메에 연관되어 명명되었다.
직경은 약 2킬로미터이며, 평균 궤도 반경은 2060만 km, 목성의 주위를 약 599.0일에 일주하고 있다. 황도면에 대한 궤도 경사각은 약 148도, 이심율은 약 0.208이다.

## 같이 보기
- 목성의 위성